# Воскресенское (Югское сельское поселение)
Воскресе́нское — село в Череповецком районе Вологодской области.
Входит в состав Югского сельского поселения (с 1 января 2006 года по 8 апреля 2009 было центром Мусорского сельского поселения), с точки зрения административно-территориального деления — центр Мусорского сельсовета.
Расстояние до районного центра Череповца по автодороге — 74 км, до центра муниципального образования Нового Домозерова по прямой — 32 км. Ближайшие населённые пункты — Завидово, Чиково, Якушево.
По переписи 2002 года население — 264 человека (121 мужчина, 143 женщины). Преобладающая национальность — русские (98 %).

## Общие сведения
Село Воскресенское-на-Мусоре расположено на горе при реке Копытовке.
Первое упоминание о селе содержится в грамоте архимандрита Череповецкого Воскресенского монастыря Геннадия, датируемой 1464—1473 годами.

### Происхождение названия
В XV в. село называлось селище Мусора или Мусорка по реке: «Се яз череповский (череповецкий) архимандрит Геннадий… дал есмь… селище Мусорку на Юзе (Юге) и с лесы» (АФЗХ, I, № 298).
Название реки Мусора финно-угорского происхождения и восходит, по-видимому, к двум основам: вепс, must — 'чёрный' и -sor (-sar) — 'приток, рукав, небольшая река' (А. К. Матвеев), то есть Musisor — 'чёрный приток' (Мусора — приток р. Юга). Под влиянием народной этимологии произошло изменение звукового облика гидронима: Мустсора > Мусора.
В конце XVI в. село ещё называется по реке, хотя сообщается и о наличии церкви: «Сельцо Мусара, а в сельце церковь древена… Воскресенья… а в селе хоромы крестьянские и поповы развалялись» (ПДК Вол 1589, л. 29 об.).
В официальных документах XIX в. селение именуется описательно: село Воскресенское, что на Мусоре (Пошехонский уезд). Старый топоним Мусора лёг в основу наименования сельсовета (Мусорский).

### До революции
Село Воскресенское-Мусорское относилось к Пошехонскому уезду. В селе было две земские школы, две школы грамоты и одна церковно-приходская.
Имелось церковно-приходское попечительство и бесплатная библиотека-читальня.
В селе проживало 225 мужчин и 272 женщины.
В 1822 году в селе Воскресенском на месте древней деревянной церкви на церковные суммы и старанием прихожан был построен каменный храм с тремя престолами. Главный придел (в холодной половине) был освящён в честь Воскресения Христова. В тёплой половине находились престолы Казанской иконы Божией Матери и святителя Николая Чудотворца.
Главной святыней Воскресенского прихода считалась чтимая икона первомученика архидиакона Стефана, по народному преданию, явленная.

### После революции
В советские годы храм в селе был закрыт и переоборудован под пекарню. В 2009 году она была закрыта.
В настоящее время он сохранился без колокольни и завершений, в перестроенном виде.